# Glenea mentaweiana
Glenea mentaweiana là một loài bọ cánh cứng trong họ Cerambycidae.